# Campeonato Uruguayo de Fútbol Femenino 2018
El Campeonato Uruguayo de Fútbol Femenino constituyó el 22.° torneo de primera división del fútbol femenino uruguayo organizado por la AUF, correspondiente al año 2018. El campeón fue el Club Atlético Peñarol tras derrotar a Colón Fútbol Club en la final.

## Sistema de disputa
El sistema consiste en la disputa de un Torneo Apertura y un Torneo Clausura. Ambos se juegan se juegan con 10 equipos y 9 fechas todos contra todos. Cada torneo mencionado suma puntos para la tabla anual.
Para determinar el campeón uruguayo de la temporada se utiliza el formato tradicional, que consiste en jugar un play-off, entre el club que más puntos sumó en la tabla anual, y el ganador de un partido entre el campeón del Apertura y Clausura.
Peñarol, en carácter de campeón, representó a Uruguay en la Copa Libertadores Femenina 2019 disputada en la ciudad de Quito, Ecuador.

## Equipos participantes

### Datos de los equipos
| Club                  | Ciudad      | Estadio            | Capacidad | Fundación                | Temporadas | Temp. Consecutivas | Títulos | Subtítulos | 2017 |
| --------------------- | ----------- | ------------------ | --------- | ------------------------ | ---------- | ------------------ | ------- | ---------- | ---- |
| Colón                 | Montevideo  | Parque Suero       | 2.000     | 12 de marzo de 1907      | 9          | 9                  | 4       | 1          | 2°   |
| Juventud              | Canelones   | -                  | -         | 24 de diciembre de 1935  | 1          | —                  | —       | —          | —    |
| Línea D CUTCSA        | Montevideo  | -                  | -         | -                        | 3          | 3                  | —       | —          | 6°   |
| Liverpool             | Montevideo  | -                  | -         | 15 de febrero de 1915    | 4          | —                  | —       | —          | —    |
| Miramar Misiones      | Montevideo  | -                  | -         | 25 de junio de 1980      | 1          | —                  | —       | —          | —    |
| Nacional              | Montevideo  | Los Céspedes       | -         | 14 de mayo de 1899       | 16         | 8                  | 4       | 8          | 4°   |
| Peñarol               | Montevideo  | José Pedro Damiani | 12.000    | 28 de septiembre de 1891 | 4          | 2                  | 1       | —          | 1°   |
| River Plate           | Montevideo  | River Plate        | -         | 11 de mayo de 1932       | 13         | 5                  | 2       | 2          | 3°   |
| SAC Canelones         | Las Piedras | Monegal            | 6.000     | 19 de septiembre de 1958 | 4          | 4                  | —       | —          | 5°   |
| San Jacinto-Rentistas | Montevideo  | -                  | -         | 26 de marzo de 1933      | 8          | —                  | —       | —          | —    |

1. ↑  Considerando el historial de Rentistas.

## Clasificación

### Torneo Apertura
|             | PTS | PJ | PG | PE | PP | GF | GC | DIF |
| ----------- | --- | -- | -- | -- | -- | -- | -- | --- |
| Colón       | 24  | 9  | 8  | 0  | 1  | 47 | 3  | 44  |
| Nacional    | 24  | 9  | 8  | 0  | 1  | 47 | 4  | 43  |
| Peñarol     | 24  | 9  | 8  | 0  | 1  | 44 | 6  | 38  |
| Liverpool   | 15  | 9  | 5  | 0  | 4  | 22 | 17 | 5   |
| San Jacinto | 14  | 9  | 4  | 2  | 3  | 15 | 17 | -2  |
| CUTCSA      | 9   | 9  | 3  | 0  | 6  | 12 | 28 | -16 |
| River       | 8   | 9  | 2  | 2  | 5  | 9  | 22 | -13 |
| M. Misiones | 7   | 9  | 2  | 1  | 6  | 10 | 30 | -20 |
| SAC         | 4   | 9  | 0  | 4  | 5  | 5  | 37 | -32 |
| Juventud    | 1   | 9  | 0  | 1  | 8  | 5  | 52 | -47 |

#### Desempate
| 24 de junio de 2018 | Colón     | 1:0 (0:0) | Nacional | Parque Paladino, Montevideo |  |
| 10:00               | Clara 78' | Reporte   |          |                             |  |

### Torneo Clausura
|             | PTS | PJ | PG | PE | PP | GF | GC | DIF |
| ----------- | --- | -- | -- | -- | -- | -- | -- | --- |
| Peñarol     | 25  | 9  | 8  | 1  | 0  | 46 | 1  | 45  |
| Nacional    | 22  | 9  | 7  | 1  | 1  | 40 | 6  | 34  |
| Colón       | 22  | 9  | 7  | 1  | 1  | 38 | 4  | 34  |
| San Jacinto | 13  | 9  | 4  | 1  | 4  | 15 | 15 | 0   |
| Liverpool   | 12  | 9  | 4  | 0  | 5  | 15 | 22 | -7  |
| River       | 10  | 9  | 3  | 1  | 5  | 9  | 22 | -13 |
| SAC         | 10  | 9  | 3  | 1  | 5  | 9  | 44 | -35 |
| CUTCSA      | 9   | 9  | 3  | 0  | 6  | 17 | 20 | -3  |
| Juventud    | 7   | 9  | 2  | 1  | 6  | 10 | 30 | -20 |
| M. Misiones | 1   | 9  | 0  | 1  | 8  | 0  | 35 | -35 |

### Tabla Anual
|             | PTS | PJ | PG | PE | PP | GF | GC | DIF |
| ----------- | --- | -- | -- | -- | -- | -- | -- | --- |
| Peñarol     | 49  | 18 | 16 | 1  | 1  | 90 | 7  | 83  |
| Colón       | 46  | 18 | 15 | 1  | 2  | 85 | 7  | 78  |
| Nacional    | 46  | 18 | 15 | 1  | 2  | 87 | 10 | 77  |
| Liverpool   | 27  | 18 | 9  | 0  | 9  | 37 | 39 | -2  |
| San Jacinto | 27  | 18 | 8  | 3  | 7  | 30 | 32 | -2  |
| CUTCSA      | 18  | 18 | 6  | 0  | 12 | 29 | 48 | -19 |
| River       | 18  | 18 | 5  | 3  | 10 | 18 | 44 | -26 |
| SAC         | 14  | 18 | 3  | 5  | 10 | 14 | 81 | -67 |
| M. Misiones | 8   | 18 | 2  | 2  | 14 | 10 | 65 | -55 |
| Juventud    | 8   | 18 | 2  | 2  | 14 | 15 | 82 | -67 |

|  | Clasificado a la Final         |
|  | Descendió al Divisional B 2019 |

## Definición del campeonato
|  | Semifinal                  | Semifinal |  |  | Final                         | Final | Final |
|  |                            |           |  |  |                               |       |       |
|  |                            |           |  |  |                               |       |       |
|  | Colón (Ganador Apertura)   | 4         |  |  |                               |       |       |
|  | Peñarol (Ganador Clausura) | 1         |  |  |                               |       |       |
|  |                            |           |  |  |                               |       |       |
|  |                            |           |  |  | Colón (Ganador Semifinal)     | 0     | 2     |
|  |                            |           |  |  | Peñarol (Ganador Tabla Anual) | 1     | 2     |
|  |                            |           |  |  |                               |       |       |

| 9 de diciembre de 2018 | Colón                                            | 4:1     | Peñarol            | Estadio Charrúa, Montevideo |                      |
| 11:00                  | Belén Aquino 45' 53' 90+2' · Lorena González 69' | Reporte | Stefany Suárez 29' | Árbitra: Silvia Ríos        | Árbitra: Silvia Ríos |

| 12 de diciembre de 2018 | Colón | 0:1 (0:0) | Peñarol          | Parque Viera, Montevideo |                       |
| 19:30                   |       | Reporte   | Jemina Rolfo 48' | Árbitra: Nadia Fuques    | Árbitra: Nadia Fuques |

| 16 de diciembre de 2018 | Peñarol               | 2:2 (2:0) | Colón                                      | Complejo Rentistas, Montevideo |                              |
| 10:30                   | Denisse Dufau 10' 45' | Reporte   | Tatiana Lima 52' · Fontán o González 90+2' | Árbitro(s): Fernando Ledesma   | Árbitro(s): Fernando Ledesma |

| Uruguay                                   |
| Campeón Uruguayo 2018 Peñarol 2.do título |